# Општина Крешево
Крешево је општина у Федерацији Босне и Херцеговине, БиХ. Припада Средњобосанском кантону. Сједиште општине је истоимени градић. Општина заузима површину од 149 km2.
Становник Крешева је Крешевљак.

## Становништво
По посљедњем службеном попису становништва из 1991. године, Општина Крешево је имала 6.731 становника, распоређених у 27 насељених мјеста.
| Националност       | 1991.          | 1981.          | 1971.          |
| Хрвати             | 4.714 (70,03%) | 5.012 (74,07%) | 5.284 (76,12%) |
| Муслимани          | 1.531 (22,74%) | 1.498 (22,14%) | 1.484 (21,38%) |
| Југословени        | 251 (3,72%)    | 117 (1,72%)    | 23 (0,33%)     |
| Срби               | 34 (0,50%)     | 54 (0,79%)     | 118 (1,70%)    |
| остали и непознато | 201 (2,98%)    | 85 (1,25%)     | 32 (0,46%)     |
| Укупно             | 6.731          | 6.766          | 6.941          |

## Насељена мјеста
Алагићи, Бјеловићи, Ботуња, Буква, Видосовићи, Водовоји, Волујак, Вранци, Гуњани, Дежевице, Дрежнице, Звизд, Којсина, Комари, Крешево, Крешевски Каменик, Липа, Мратинићи, Пирин, Пољани, Поље, Ракова Нога, Ратковићи, Стојчићи, Црквењак, Црнићи и Црнички Каменик.
Послије потписивања Дејтонског споразума, Општина Крешево у цјелини, ушла је у састав Федерације Босне и Херцеговине.